# 林暐恆
林暐恆（英語：Ken Lin，1978年1月25日—），台灣男藝人、演員、主持人，藝名阿Ken，畢業於加拿大溫哥華英屬哥倫比亞大學戲劇系，曾於美國紐約Lee Strasberg戲劇學院進修結業。

## 演藝生涯
阿Ken由台灣電視製作人王偉忠發掘，曾為綜藝節目《大學生了沒》主持人。他在台灣出道時師承邰智源，與幾乎同期出道的納豆合作多年，並共同主持多個節目與商品代言，在台灣演藝圈有“北Ken豆，南浩翔”之趣稱。2014年11月25日，阿Ken、雪糕與小麥三人組成團體「CUG嘻遊記」。自從進入演藝圈後，阿Ken協助編寫短劇並嘗試進軍電影圈，之後花費五年時間編導個人作品，他自編自導的首部電影《練愛iNG》於2020年3月13日上映。

## 主持作品

#### 影視節目
| 年份 | 頻道           | 節目                               | 分配工作                           |
| 2004 | 中天           | 《全民大悶鍋》                     |                                    |
| 2004 | 中天           | 《全民最大黨》                     |                                    |
| 2005 | 三立           | 《在中國的故事》                   | 製作人 : 張載                      |
| 2005 | 中天           | 《身體密碼》                       | *扮演《錢財陳》一角 *主持人 : 胡瓜 |
| 2007 | 中視           | 《摩托車週記》                     | 製作人 : 王偉忠                    |
| 2007 | 中天           | 《大學生了沒》                     | 合作主持 : 陶晶瑩、納豆            |
| 2007 | MTV            | 《超級旁門左道》                   |                                    |
| 2008 | 華視           | 《綜藝聯合國》                     |                                    |
| 2009 |                | 《旅行應援團》                     |                                    |
| 2010 |                | 《明星藝能學園》(後改名為藝能大賞) |                                    |
| 2010 | 公視、人間衛視 | 《就ㄐㄧㄤˋ玩科學》                | 合作主持 : 李佳豫                  |
| 2011 | 華視           | 《黃金舞台》                       | 合作主持 : 侯佩岑、梁赫群          |
| 2011 | 迪士尼頻道     | 《遊戲玩不玩》                     | 合作主持 : 納豆                    |
| 2012 | 中視           | 《華人星光大道2》                  |                                    |
| 2013 | 中視           | 《華人星光大道3》                  | 代班主持                           |
| 2013 | 中天           | 《全民大笑花》                     |                                    |
| 2014 | 台視           | 《正妹大連線》                     | 合作主持 : 陳嘉樺 (Ella)           |
| 2014 | 八大綜合台     | 《我們都來了》                     |                                    |
| 2015 | 台視           | 《萬萬沒想到－女王的密室第貳彈》   |                                    |
| 2016 | 台視           | 《奇幻島》                         |                                    |
| 2017 | 中視           | 《K歌大明星》                      |                                    |
| 2018 | 東森綜合台     | 《公主我來了》                     |                                    |
| 2019 | 中天綜合台     | 《愛的ABC-JR.英語練習生》          |                                    |
| 2020 | 中天綜合台     | 《同學來了》                       | 搭檔安心亞、納豆。                 |
| 2022 | 台視           | 《綜藝3國智》                      |                                    |
| 2023 | Netflix        | 《周遊記》                         |                                    |
| 2024 | 東風衛視       | 《一夜復活》                       | 搭檔林書煒                         |

#### 頒獎典禮與星光大道
| 年份 | 典禮                      | 頻道     | 合作主持 |
| ---- | ------------------------- | -------- | -------- |
| 2009 | 第11屆台北電影獎頒獎典禮  | 年代     | 曲艾玲   |
| 2010 | 第47屆金馬獎星光大道      | 台視     | 納豆     |
| 2011 | 第13屆台北電影獎頒獎典禮  | 華視     | 陶晶瑩   |
| 2013 | 第48屆金鐘獎星光大道      | 中視     | 吳怡霈   |
| 2021 | 第23屆台北電影獎 頒獎典禮 | 三立     | 個人主持 |
| 2022 | 第24屆台北電影獎 頒獎典禮 | 東風衛視 | 個人主持 |

## 戲劇作品

#### 劇集
| 首播 | 頻道              | 劇名                                  | 飾演角色 | 備註                   |
| 2002 | 中視              | 《天下無雙》                          | George   | 製作人 :王偉忠、詹仁雄 |
| 2003 | 台視              | 《再見阿郎》                          | 阿忠     |                        |
| 2003 | 民視              | 《青龍好漢》                          | 蔡老闆   | 導演:馮凱              |
| 2004 | 中視              | 《愛情風暴-美麗99》                   | 吉米     | 導演:馮凱              |
| 2005 | 大愛電視台        | 《陳盡》                              | 志明     |                        |
| 2005 | 三立都會台        | 《住左邊住右邊之幸福小套房》III       | 複數角色 | 導播 : 王偉忠          |
| 2006 | 三立都會台        | 《住左邊住右邊之全民拼幸福》IV        | 複數角色 | 導播：王偉忠           |
| 2006 | 華視              | 《莒光園地》誰來擊掌                  | 導演     |                        |
| 2007 | 中視              | 《兩個門牌一個家》                    | Allen    | 導播:王偉忠、柯柏羽    |
| 2008 | 中視              | 《江湖.com》                          | 陳小飛   | 導播:王偉忠            |
| 2010 | 優酷              | 《清蜜星體驗》第11篇 : 水瓶座懂得分享 | Johnny   | 導演 : 連奕琦          |
| 2014 | 浙江影視          | 《上流俗女》                          | Peter    |                        |
| 2021 | Netflix           | 《華燈初上》                          | 林裕峰   | 導演:連奕琦            |
| 2022 | 八大戲劇台        | 《愛情發生在三天後》                  | 趙偉     | 導演:馮凱              |
| 2024 | HBO GO            | 《何百芮的地獄毒白》                  | 梁恕誠   | 導演:謝沛如            |
| 2024 | 公視              | 《不夠善良的我們》                    | 上司     | 導演:徐譽庭            |
| 2024 | CATCHPLAY+ 愛奇藝 | 《讓我看見你是誰》                    | 老闆     | 導演:姜秉辰            |
| 2024 | 東森戲劇台        | 《X！又是星期一》                     |          | 導演                   |
| 2025 | Netflix           | 《忘了我記得》                        | 陳大在   | 導演:劉若英            |
| 2025 | HBO GO            | 《何百芮的地獄毒白2》                 | 梁恕誠   | 導演:謝沛如            |

## 電影
| 年份 | 片名                         | 飾演角色             | 導演           |
| 2006 | 《國士無雙》                 | 拉B                  | 陳映蓉         |
| 2007 | 《女力》                     | 爸爸                 | 陳映蓉         |
| 2008 | 《功夫灌籃》                 | Time? (背號21)       | 朱延平         |
| 2009 | 《霓虹心》                   | 阿惶                 | 劉漢威         |
| 2011 | 《戀愛恐慌症》               | 愛神邱比特們         | 龍毅           |
| 2012 | 《BBS鄉民的正義》前導片      | 銷售員               | 林世勇         |
| 2012 | 《痞子英雄首部曲：全面開戰》 | 阿同                 | 蔡岳勳         |
| 2013 | 《天台》                     | 爬爬趙               | 周杰倫         |
| 2013 | 《被偷走的那五年》           | 丹尼                 | 黃真真         |
| 2014 | 《甜蜜殺機》                 | 陳東                 | 連奕琦         |
| 2014 | 《》                         | 飯店櫃檯             | 盧貝松         |
| 2016 | 《神廚》                     | 主持人               | 馮凱           |
| 2016 | 《大顯神威》                 | 阿KEN師              | 辛季澧         |
| 2018 | 《市長夫人的秘密》           | 詹哥                 | 連奕琦         |
| 2020 | 《練愛iNG》                  | 魏宏仁               | 兼導演         |
| 2021 | 《我沒有談的那場戀愛》       | 計程車司機           | 徐譽庭、許智彥 |
| 2021 | 《鱷魚》                     |                      | 陳大璞         |
| 2021 | 《叱咤風雲》                 | 凱文(遊戲公司贊助商) | 陳奕先         |

#### 微電影與網路短片
| 年份 | 頻道     | 片名                             | 飾演 | 備註                   |
| 2004 | 緯來     | 《神啊!我要紅》                  |      | 主持人 :郭子乾、何妤玟 |
| 2005 | 中天     | 《幸福選擇權》                   |      | 主持人 : 吳若權        |
| 2008 | 中天     | 《超級大頭目》                   | 007  |                        |
| 2008 | 中天     | 《娥們》                         |      | 製作人 : 柯柏羽        |
| 2008 |          | 行政院大陸委員會大陸配偶法規戲劇 |      |                        |
| 2020 | 這群人   | 萬能臨演APP                      |      |                        |
| 2021 | 戰火勛章 | 大叔戰起來                       | 陳桑 |                        |

#### 配音
| 年份 | 片名                            | 配音角色    |
| 2007 | 電影《夏綠蒂的網》              | 烏鴉 (中文) |
| 2008 | 迪士尼影集《飛哥與小佛》        | 飛哥 (中文) |
| 2008 | 環保廣告                        |             |
| 2013 | 電影《冰雪奇緣》                | 雪寶 (中文) |
| 2017 | 電影《冰雪奇緣-雪寶的聖誕冒險》 | 雪寶 (中文) |
| 2019 | 電影《冰雪奇緣2》               | 雪寶 (中文) |

## 舞台劇
| 首演 | 劇名           | 劇團 | 飾演                     |
|      | 《科學怪人》   |      | 男主角：科學怪人         |
|      | 《皆大歡喜》   |      | 丑角：金石（Touchstone） |
|      | 《仲夏夜之夢》 |      | Pyramus                  |
|      | 《龍雨》       |      | 天皇                     |
|      | 《威尼斯商人》 |      | 夏洛克                   |
|      | 《三姐妹》     |      | 軍醫                     |

## 音樂錄影帶
| 年份 | 歌曲                     | 演唱者        | 收錄專輯             |
| 2006 | 《十年》合唱             | 幕後老師      | 情歌伴侶             |
| 2006 | 《勇氣》合唱             | 幕後老師      | 情歌伴侶             |
| 2006 | 《好時代》               | 任賢齊        | 老地方               |
| 2009 | 《吹嗶嗶》               | 戴佩妮        | 原諒我就是這樣的女生 |
| 2010 | 《Let's Lollipop》       | 阿ken & 納豆  |                      |
| 2015 | 《夜店咖》               | CUG (嘻遊記)  | 嘻遊記首張同名專輯   |
| 2015 | 《小壞壞》               | CUG (嘻遊記)  | 嘻遊記首張同名專輯   |
| 2015 | 《心目中的男孩團體》     | CUG (嘻遊記)  | 嘻遊記首張同名專輯   |
| 2015 | 《剩下的盛夏》           | TFBOYS & CUG  | 大夢想家             |
| 2016 | 《Now You See Me》       | 周杰倫        | 周杰倫的床邊故事     |
| 2021 | 《寫一條歌，寫你我爾爾》 | 蕭煌奇+茄子蛋 | 舞台                 |

### 音乐作品

#### 單曲
- 2010《Let's Lollipop》
- 2014《幻想夏天》
- 2014 CUG (嘻遊記) 《夜店咖》
- 2015 CUG (嘻遊記) 《小壞壞》
- 2015 CUG (嘻遊記) 《心目中的男孩團體》

## 廣告代言

### 广告
- 2005《戀小味台灣燒酒》
- 2006《UNO-髮臘》、《聲寶-殺菌光冷氣》、《維他露P》 、《中天外星人廣告》
- 2007《三星-串起一家愛》、《維他露P》、《媽媽咪呀！》舞台劇
- 2008《維他露P》
- 2009《卡打車運動飲料》、《台灣運動彩券》
- 2010《劍湖山世界》、《維他露P》、《迷你格鬥Mini Fighter》
- 2011-2013年 三得利 角HIGH酒類飲品
- 2011《吉列刮鬍刀》
- 2011《全家便利商店》
- 2012《Action Pad》
- 2012《屈臣氏》
- 2015《CASIO》(CUG)
- 2015《維他露P》
- 2015《三得利》 角HIGH酒類飲品
- 2020《普拿疼》肌立酸痛藥布

### 活動
- 2006 心路社會福利基金會公益拍賣（簽名T恤）
- 2006 台灣少年權益與福利促進聯盟公益拍賣（彩繪桶）
- 型男的異想世界
- 2008 Nokia地圖
- 2008 關節炎基金會宣導大使
- 2008 行政院消費者保護委員會創意戲劇競賽評審
- 2008 M&M's「巧克力啾一下」活動
- 2014 嘻遊記觀光局活動
- 2015 kiehl's公益活動
- 2016-2024 台中跨年晚會
- 2024 台中巨蛋開工典禮
- 2024 苗栗客家桐花婚禮暨單身聯誼活動

## 獎項紀錄
| 年份   | 頒獎典禮     | 獎項             | 節目           | 結果 |
| ------ | ------------ | ---------------- | -------------- | ---- |
| 2008年 | 第43屆金鐘獎 | 綜合節目主持人獎 | 《大學生了沒》 | 提名 |

## 外部連結
- 阿Ken的新浪微博
- 阿Ken的Facebook專頁臉書粉絲頁
- 林暐恆在互联网电影资料库（IMDb）上的資料（英文）
- 林暐恆在香港影庫上的簡介
- 林暐恆在豆瓣上的资料（简体中文）
- 林暐恆在时光网上的簡介（简体中文）